# Montreux-Jeune
Montreux-Jeune es una localidad y comuna francesa, situada en el departamento de Alto Rin, en la región de Alsacia.

## Demografía

Evolución demográfica.